# سرگی زونوف
سرگی زونوف (استونیایی: Sergei Zonov؛ زادهٔ ۱ ژانویهٔ ۱۹۶۶) سیاستمدار و نماینده سابق مجلس اهل استونی است.